# A.E.I.O.U.
"A.E.I.O.U." (včasih pisano kot A.E.I.O.V.) je simboličen rek, ki ga je skoval cesar Svetega rimskega cesarstva Friderik III. (1415–1493) in so ga Habsburžani zgodovinsko uporabljali kot geslo. 

## Zgodovina

### Različne razlage od vsega začetka
En zapis v njegovem zvezku (odkrit leta 1666), pojasnjuje pomen gesla v nemščini in latinščini kot: "Ves svet je podvržen Avstriji" (nemško Alles Erdreich ist Österreich untertan; angleško All the world is subject to Austria) oz. "Avstrija bo vladala celemu svetu" (latinsko Austriae est imperare orbi universo)
Friderik je imel navado označevati stavbe, tako na primer cerkev Santa Maria dell'Anima v Rimu, Grad v Dunajskem Novem mestu ali Graško stolnico; pa tudi njegovo namizno opravo in druge predmete krasijo ti nenavadni samoglasniški zapisi.
Kljub mnogim razlagam nam ostaja rek skrivnosten: pravega pomena tega rekla nam pravzaprav Friderik ni nikoli razkril.
On sam potrjuje, da je on sam, ali vojvoda Friderik Mlajši, ukazoval vrezati ali vklesavati te čarobne črke, ki pa so, kot pravi, njegova osebna lastnina.
Od leta 2017 je A.E.I.O.U. tudi geslo Terezijanske vojaške akademije, ustanovljene leta 1751. Nahajate ga tudi na steni pisarne avstrijskega kanclerja v Zveznem avstrijskem predsedniškem uradu. Slavna naprava je verjetno najbolj znan rek predmodernega časa, saj je vedno znova dobival nove razlage. Razkrivanje  skrivnosti, kaj pravzaprav pomeni A.E.I.O.U., je del večstoletne razprave, ki traja še danes.
| Motto "A.E.I.O.U." (latinski izvirnik)                                     | Stichwort "A.E.I.O.U." (nemški prevod)                                                                               | Geslo "A.E.I.O.U." (slovenski prevod)                                                                                     |
| -------------------------------------------------------------------------- | --- | --- |
| 'En amor electis iniustis ordinor ultor. Sic Fridericus ego mea iura rego' | '„Seht, ich bin geliebt von den Erwählten, gefürchtet von den Ungerechten, also regiere ich, Friedrich, rechtmäßig“. | 'Jaz, ljubezen izbrancev, ukazujem maščevanje krivičnih. Tako torej, jaz Friderik, vladam po svojih pravicah (=pravično)' |

Najnovejše raziskave so pokazale, da je rimska pisarna Friderika III. uporabljala zgornjo razlago kot uradno geslo. Ta razlaga se je tudi izkazala za najpogosteje uporabljeno različico v 15. stoletju. Domnevali so tudi, da različice »Austriæ est imperare« verjetno segajo do Friderikovega protonotarja Leubinga.

### Mladi Friderik kotštajerski vojvoda
Friderik III. je bil potomec štajerske veje Habsburžanov in je kot štajerski vojvoda s sedežem na Gradu v Gradcu vladal ravno v svoji mladosti. S stavkom: „Seht, ich bin geliebt von den Erwählten, ich bin gefürchtet von den Ungerechten, also regiere ich, Friedrich, rechtmäßig“ – "Glejte, jaz sem ljubljen od izvoljenih, tj. pravičnih, mene se bojijo krivični - torej jaz, Friderik, vladam pravično." je hotel dati spričevalo o svoji primernosti za vladarja. Pozneje je res postal cesar Svetega rimskega cesarstva z najdaljšo vladavino in zadnji, ki je bil kronan v Rimu. 
Tako potrdilo o pravilnem vladanju je potreboval, ker je bil še mlad, neizkušen in nepriznan. Zato najdemo te začetnice vsepovsod, kjer so vladali Habsburžani: od Trsta do Dunaja in Merana, od Gradca do Dunajskega Novega mesta in še drugod.

## Razlaga

### Habsburški in Celjski grb
Friderik je torej prvič uporabil monogram s petimi črkami leta 1437, ko je bil še štajerski vojvoda. 
En zapis v njegovem zvezku (odkrit leta 1666), čeprav ne zapisan z isto roko, pojasnjuje to nenavadno geslo v nemščini in latinščini z istimi črkami, vendar drugačno vsebino:
| "Motto Austriae"                               | "Österreichisches Stichwort"                    | "Avstrijsko geslo"                                           |
| ---------------------------------------------- | ----------------------------------------------- | ------------------------------------------------------------ |
| "latinsko Austriae est imperare orbi universo" | "nemško Alles Erdreich ist Österreich untertan" | slovensko: Avstrija je določena za vladanje vesoljnemu svetu |

Drugi odlomek, kasneje v istem zvezku, uporablja črke v zaporedju kot začetne črke besed v prvi vrstici dvovrstne pesmi: amor electis, iniustis ordinor ultor ("Ljubijo me izvoljeni, krivičnim pa sem postavljen za maščevalca").
Ta verz je Friderik verjetno prevzel iz pesmi Nikolaja (latinsko: Nicolaus) Petschacherja iz Znaima, ki je v štiridesetih letih 15. stoletja delal kot sodni uradnik.

### Druge priljubljene razlage
Predlagane so bile tudi druge razlage, vključno tiste sodobnih grboslovcev. 
Več razlag izhaja iz predpostavke, da je bilo geslo mišljeno kot politični slogan oziroma kot vojaška "lozinka":
Že Friderikovi sodobniki - tako npr. okoli 1480 Konrad Grünenberg – so se ukvarjali s pomenom znakov.
Od zgodovinarja Alfonsa Lhotskyga izhaja zbirka 86 od čez 300 znanih pomenov; nekatere omenimo:
1. Austriae est imperare orbi universo (de: Es ist Österreich bestimmt, die Welt zu beherrschen; sl: Avstriji je usojeno zavladati svetu)
2. Austria erit in orbe ultima (de: Österreich wird bestehen bis ans Ende der Welt; sl: Avstrija bo zadnja na svetu, tj. A. bo obstajala do konca sveta)
3. Austria est imperio optime unita (de: Österreich ist durch sein Reich bestens vereint; sk; Avstriji cesarstvo najbolje jamči enotnost)[16]
4. Augustus est iustitiae optimus vindex (de: Der Kaiser ist der beste Beschützer der Gerechtigkeit; sl: Cesar je najboljši varuh pravičnosti)
5. Alles Erdreich ist Österreich untertan (16./17. stoletje: Ves zemeljski krog je podrejen Avstriji)
6. Aller erst ist Österreich verdorben (sl. narečno: Avstrija je narbol fardirbana; sl. knjižno: Avstrija je najbolj pokvarjena oziroma korumpirana)
7. Austria est imperatrix omnis universi (de: Österreich ist die Beherrscherin der ganzen Welt; sl: Avstrija je vladarica celotnega sveta)
8. Ko je oblegal Dunaj ogrski kralj Matjaž (1485) so navajali Dunajčani naslednjo razlago: Aller erst ist Österreich verloren (sl: Za Avstrijo je vse izgubljeno)[17]
9. Eugen Rosenstock-Huessy (1888–1973) je ponudil 1951 v branje tudi tole: Austria Europae Imago, Onus, Unio – (de: Österreich als Europas Ebenbild, Belastung und Zwang zur Einigung; sl: Avstrija kot evropska podoba, breme in spodbuda za združevanje)
10. Austria est imperium optime unitum (de: Österreich ist ein aufs Beste geeinigtes Reich; sl: Avstrija je najbolje združeno cesarstvo)[18]
11. Austria est imperio optime unita (en: "Austria is best united by the Empire"; sl: "Za Avstrijo pomeni cesarstvo najboljšo združevalno vladavino").[19]
12. Austria erit in orbe ultima ("Austria will be supreme in the world" sl.: "Avstrija bo na svetu zadnja"), včasih nepravilno podano kot "Austria will be the last (surviving) in the world" sl.: "Avstrija bo zadnja, ki bo preživela na svetu".[19]
13. Aquila electa iusta omnia vincit (sl.: Izbrani orel pač premaga vse)[10]
14. Alle ere ist ob uns (sl.: Vse ostalo je odvisno od nas)[10]

#### Še dve izvirni razlagi
V ličnih bukvicah velikosti 9x15.5 cm, ki so kljub častitljivi starosti izredno dobro ohranjene, beremo še dve izvirni razlagi, od katerih je drugo po njegovih lastnih besedah sestavil sam pisatelj knjižice v čast novopečenemu avstrijskemu vladarju – obravnavano je v njej namreč 17 pomembnejših vladarjev do sodobnika, tj. do Leopolda I.. Prvi rek se torej glasi:
1. Austria Erectrix Imperii; Origo Vitae (napisano je Imperij; sl.: Avstrija je dvigovalka cesarstva; vir življenja); drugi pa z uvodom „E hoc Anno:” (tj: „Tega leta” - ko je bila knjiga napisana ali izdana? tj. 1674)
2. AVstrIa Den ELeCtVM Integer orbIs VenerabItVr! – te črke torej dajo glasoviti AEIOU; rek bi pa lahko prevedli nekako takole: „Avstrijskega izvoljenca bo častil ves svet”. V navadnem latinskem rokopisu bi pisalo takole: "Austria den (nemški člen za tožilnik!) electum integer orbis venerabitur!" Tako pomešan črkopis (tudi prvi poudarjeni A, prvi E in O naj bi bili male črke,  in ne bi šteli za letnico) skriva torej v sebi število, neki datum ali letnico z rimskimi številkami, ki se vrstijo takole: VIDLCVMIIVIV[20].[21].

### Ključ za rešitev uganke AEIOU
Poznejši cesar Friderik III. je že kot 9-leten otrok 1424 postal štajerski vojvoda; podedoval je poleg tega tudi Koroško in Kranjsko, ter je takorekoč postal vladar skoraj vseh Slovencev. On je postal rimsko-nemški kralj z najdaljšo vladavino (1440–1493) in zadnji cesar Svetega rimskega cesarstva, ki ga je papež kronal v Rimu; že med svojim bivanjem na Graškem gradu je začel uporabljati svojo zanimivo iznajdbo, črkovno zaporedje A.E.I.O.U. 
Nemški zgodovinar Konstantin Moritz Langmaier je torej v Gradcu v sredo zvečer, 29. marca 2023, predstavil izbranemu občinstvu zanimive ugotovitve svoje večletne raziskave vladarskega gesla cesarja Friderika III. in podal »ključ za rešitev stoletja stare skrivnosti«, kot se je izrazil ravnatelj Graškega državnega arhiva Obersteiner.
Rešitev gesla je oteževala trditev uglednega raziskovalca srednjega veka Alfonsa Lhotskyja, ki je izum dvostiha A.E.I.O.U. (= »En amor Distichon«) pripisal moravskemu notarja Nikolaju Petschacherju, sicer slovenskega rodu; to pa je bila »raziskovalna napaka«; zaporedje besed »En amor« je v svojih rokopisih namreč uporabljal sam vojvoda Friderik že od leta 1437 naprej, kot je razvidno iz njegovih zapiskov. 
Langmaierjevo tezo podpira tudi najstarejši tisk iz Brandenburga, in sicer Marijanski psaltir, ki tudi navaja geslo A.E.I.O.U. z izvirno razlago, in je nastal v tiskarni nekdanjega cistercijanskega samostana Zinna – a v današnjem okrožju Teltow-Fläming,. 
Deželni glavar Štajerske Drexler (*Gradec 1971) je v zvezi s tem odkritjem v četrtek, 30. aprila 2023, dejal: 
| »"A.E.I.O.U." Rätsel gelöst« (nemško) | »A.E.I.O.U. uganka rešena« (slovensko) |
| --- | --- |
| „Für die Steiermark ist die Entschlüsselung des A.E.I.O.U., das zu unserem reichhaltigen historischen Erbe gehört, von enormer Bedeutung. Die Erkenntnisse werde man bei der Revitalisierung der Grazer Burg miteinbeziehen.“ | „""Za Štajersko je odklepanje A.E.I.O.U., ki je del naše bogate zgodovinske dediščine, izjemnega pomena; ugotovitve bodo vključene v oživitev Graškega gradu.“. |

Langmaierjevo raziskovalno odkritje »O geslu cesarja Friderika III. (1415–1493)« je izšlo v 113. letniku »Časopisa Zgodovinskega društva za Štajersko«.  

## Slikovna zbirka
- Napis A.E.I.O.U. na Graškem Gradu, 1453
- Ruprechtskirche na Dunaju, 1439
- Sončna ura v Meranu na Južnem Tirolskem z napisom A.E.I.O.U.
- Napis na oltarju v Dunajskem Novem mestu
- Geslo na Terezijanski vojaški akademiji v Dunajskem Novem mestu
- Risba na Terezijanski vojaški akademiji v Dunajskem Novem mestu z letnico ustanovitve
- cesar Svetega rimskega cesarstva Friderik III. Habsburški stoječ z insignijami, levo A.E.I.O.U.
- Izrek Friderika III. A.E.I.O.U., ki ga je uporabljal tudi za svoj podpis
- Grad Linz: Grb na Friderikovem stolpu; A.E.I.O.U. v monogramu levo zgoraj in v sredini pod grbom